# Lapithasa bakeri
Lapithasa bakeri är en insektsart som beskrevs av Melichar 1914. Lapithasa bakeri ingår i släktet Lapithasa och familjen Lophopidae. Inga underarter finns listade i Catalogue of Life.